# Update (álbum de Yandel)
Update (estilizado como #Update) es el cuarto álbum de estudio como solista del cantante puertorriqueño Yandel. Fue publicado el 8 de septiembre de 2017 a través de Sony Music Latin. Cuenta con nueve colaboraciones vocales: Wisin, Zion & Lennox, Maluma, J Balvin, Plan B, Ozuna, Luis Fonsi, Becky G y Bad Bunny.
Líricamente, el álbum explora temas que van desde el romance, el sexo y el baile. Yandel contó con productores de mucho tiempo como Tainy y Haze, además de otros productores como Sky, Bullnene, The Rude Boyz, Jumbo, DJ Luian y Mambo Kingz. Musicalmente, el disco es una mezcla de reguetón, trap y R&B con influencias de sonidos americanos y europeos.

## Antecedentes
Los anteriores álbumes de estudio de Yandel, De líder a leyenda y Dangerous, fueron comercialmente exitosos en el mercado latino de los Estados Unidos, ambos liderando la lista de los mejores álbumes latinos de Estados Unidos y eventualmente vendiendo más de 90 000 unidades en total, esto al momento de publicar el álbum.
Su sencillo «Encantadora» recibió un Premio Grammy Latino a la Mejor Canción Urbana y Mejor Fusión/Interpretación Urbana en los XVII Premios Latin Grammy Awards. En marzo de 2016, se convirtió en el primer puertorriqueño en firmar con el sello del rapero estadounidense Jay-Z, Roc Nation. También fue honrado por el Salón de La Fama de Compositores Latinos el 13 de octubre de 2016 por haber alcanzado "logros sobresalientes" y haber "contribuido al desarrollo de la música latina". 
En mayo de 2017, Yandel confirmó las colaboraciones del puertorriqueño Farruko y el DJ francés David Guetta, aunque no formaron parte de la lista final de canciones, siendo sencillos sueltos. Su enfoque principal en el álbum fue el reguetón, afirmando que “las calles necesitan el verdadero reggaetón”. También afirmó que el álbum “está lleno de ritmos que han formado parte de su ADN como creador musical”. Se centró más en las colaboraciones que en los canciones en solitario, a diferencia de sus álbumes previo. Wisin & Yandel, en receso como dúo desde 2013, grabaron cuatro canciones juntas para sus próximos discos en solitario entre septiembre de 2016 y mayo de 2017. 
El título del álbum surgió después de que Yandel notara que varias aplicaciones en su teléfono móvil necesitaban una actualización. Empezó a pensar en su trayectoria y decidió darse una "actualización musical", seleccionando posteriormente Update como título del disco. Musicalmente, Yandel experimentó con la oleada de Trap latino, un subgénero de música hip hop que se popularizó en América Latina a mediados de los años 2010. Tanto Tainy como Jumbo declararon que su objetivo en el álbum era hacer “algo refrescante” y “buscar diferentes cosas y sonidos”, manteniendo la esencia de Yandel. Haze opinó que Update representa “el futuro de la música”.

## Composición
Las letras del álbum exploran temas que van desde el romance, el sexo y el baile, temas recurrentes en el repertorio del cantante. La primera canción «Como antes» junto a su viejo compañero de Yandel como dúo, Wisin, es la primera canción de Wisin y Yandel como dúo después de cinco años. Yandel expresó que es “una canción de reggaetón muy bailable con una energía como en los viejos tiempos”. El concepto de la canción era “recordar la música que Wisin & Yandel solían hacer antes”, pero añadiendo “un toque de 2017 dando una actualización a ese tipo de música”. La letra de la canción menciona varias canciones del dúo, incluyendo «En la disco bailoteo», «Dembow», «Saoco», «Mírala bien», «Pam pam», «Pegao», «La pared» y «Ahora es». La segunda canción, «No Pare», es una canción de reguetón sobre un encuentro romántico. «Llégale» es un “reggaetón de la mata” que incluye al dúo puertorriqueño Zion & Lennox y cuyas letras describen una relación secreta. El sencillo líder «Mi religión» es una canción romántica de reguetón sobre una mujer convirtiéndose en una religión metafórica para un hombre obsesionado con ella. Yandel afirmó que es “un homenaje musical a las mujeres y una celebración por el impacto vital que tienen en nuestras vidas”. «Sólo mía» es un tema de reguetón romántico y bailable con el cantante colombiano Maluma. Yandel declaró que quería un sazón colombiano y que la canción es dedicada a todas las chicas latinas. 
"Bésame" es un reguetón americanizado en el que Yandel destaca la "limpieza" de los snares y el bajo. La letra trata de un encuentro casual y romántico entre dos personas que se conocieron en un club nocturno. 
"Si Se Da" es un tema de reguetón "enérgico" que cuenta con el dúo puertorriqueño Plan B y en el que Yandel quiso "traer al club nocturno". La letra describe a una mujer en un club nocturno y las actitudes de un hombre que la desea. 
"No Quiero Amores" cuenta con la colaboración del cantante puertorriqueño Ozuna y es una canción sobre un hombre desilusionado que no quiere volver con la mujer que lo traicionó. Yandel invitó a Ozuna a trabajar en la canción por sus "voces pegajosas" que "no fallan en los coros". 
"Aprovéchame" combina musicalmente música reguetón con sonidos americanos y europeos y sus letras son sobre sexo casual. Yandel afirmó que "es la canción que da una actualización al álbum". 
"Dónde Estás" presenta al cantautor puertorriqueño Luis Fonsi y es una mezcla de balada y R&B, un tipo de música en la que Yandel quiso aventurarse por la voz y el estilo de Fonsi. La canción es sobre un hombre que se siente vacío por no tener a la mujer que ama, a pesar de ser rico y tener muchos amigos. Nayeli Rivera de Monitor Latino describió el tema como "una fusión de sonidos urbanos con ligeros toques de pop y electrónica". 
"Todo Lo Que Quiero" es otro "reggaetón americanizado" que incluye a la cantante y compositora mexicano-americana Becky G, quien fue invitada por la falta de colaboración de Yandel con las mujeres a lo largo de su carrera. La letra describe a un hombre que quiere confesar su amor a una mujer. 
"Cuando Se Da" es una canción bailable de reguetón que cuenta la historia de un joven que está experimentando con el amor y que tiene que decidir entre las dos relaciones simultáneas que está teniendo. 
El último tema, "Explícale" es una canción trap que incluye al rapero puertorriqueño Bad Bunny. Yandel quiso "traer algo diferente" y decidió grabar una canción trap por su popularidad actual en América Latina.

## Producción
La grabación de #UPDATE comenzó en noviembre de 2016, mientras que su última sesión conocida se llevó a cabo el 7 de junio de 2017 con Yandel y la cantante estadounidense Jennifer López. Yandel trabajó en 30 canciones, 14 de las cuales fueron incluidas. Los productores del álbum incluyen a los productores puertorriqueños Tainy, Haze, Jumbo, DJ Luian y Mambo Kingz, y a los productores colombianos Sky, The Rude Boyz y Bullnene. Tainy, Haze y Jumbo produjeron cinco, cuatro y dos temas, respectivamente. Sky produjo dos canciones, mientras que The Rude Boyz (Kevin ADG, Chan El Genio), Bullnene, DJ Luian y Mambo Kingz produjeron o coprodujeron una canción en el álbum. El disco fue masterizado por Mike Fuller en su estudio Fullersound en Florida, Estados Unidos. 

## Publicación
El álbum fue publicado el 8 de septiembre de 2017 bajo el sello discográfico Sony Music Latin. En los Estados Unidos, el álbum debutó en el número 108 en el Billboard 200 y en el número 2 de la tabla Top Latin Albums con 6.000 copias equivalentes al álbum, de los cuales 2.000 copias eran ventas tradicionales, suficientes para liderar el ranking de ventas de Latin Album. El 26 de septiembre de 2017, tres semanas después de su lanzamiento, el álbum recibió una certificación de oro (latino) por parte de la Asociación de la Industria de la Grabación de Améria por unidades de más de 30.000 ventas más copias equivalentes a álbumes. 

## Sencillos
- "Mi Religión" se lanzó como el primer sencillo del disco el 5 de mayo de 2017.

El vídeo musical dirigido por Carlos Pérez y filmado en el Coyote Dry Lake Bed de Barstow, California, se estrenó el 26 de mayo de 2017. En los Estados Unidos, la canción alcanzó el número 25 en Hot Latin Songs el 15 de julio de 2017. A nivel internacional, alcanzó el número 27 en Venezuela, el número 47 en la Billboard's Mexico Español Airplay chart, y número 93 en España. 
- "Explícale" junto a Bad Bunny, se estrenó el 11 de agosto de 2017 con su videoclip, dirigido por Fernando Lugo y filmado en Miami, Florida. La canción alcanzó el número 29 en la US Hot Latin Songs el 30 de septiembre de 2017. A nivel internacional, alcanzó el número 58 en España.

- "Como Antes" junto a su viejo compañero a dúo Wisin, fue lanzado el 8 de septiembre de 2017 junto al álbum y un vídeo musical dirigido por Jessy Terrero y filmado en Miami. En octubre de 2017, la canción alcanzó su punto máximo en el número 16 en Bubbling Under Hot 100 Singles y en el número 7 en US Hot Latin Songs. Internacionalmente, la canción alcanzó el número 7 en Paraguay, el 9 en El Salvador, el 12 en Chile, el 17 en Guatemala, el 18 en la República Dominicana, el 23 en Venezuela, el 28 en Ecuador y el 48 en Colombia.

### Promocionales
Las canciones promocionales de #UPDATE fueron lanzadas cada viernes desde mediados de agosto hasta el lanzamiento del álbum. 
- "Sólo Mía" con Maluma salió a la venta el 18 de agosto de 2017 y alcanzó el número 50 en España y número 9 en US Latin Digital Songs.
- "No Quiero Amores" con Ozuna salió a la venta el 24 de agosto de 2017.
- "Muy Personal" con J Balvin fue publicado el 1 de septiembre de 2017.

## #UPDATE Tour
#UPDATE Tour es la tercera gira de conciertos de Yandel, cuya primera etapa comenzó el 16 de septiembre de 2017 en la Romana, República Dominicana y culminó el 14 de diciembre de 2017 en Monterrey, México. 
| Fecha                    | Ciudad                  | País                 | Lugar                             | Entradas Vendidas/Disponibles |
| ------------------------ | ----------------------- | -------------------- | --------------------------------- | ----------------------------- |
| 16 de septiembre de 2017 | La Romana               | República Dominicana | Anfiteatro Altos de Chavón        | 4,890 / 4,890 (100%)          |
| 22 de septiembre de 2017 | Los Ángeles             | Estados Unidos       | La Boom                           | 2,070 / 2,070 (100%)          |
| 30 de septiembre de 2017 | Bogotá                  | Colombia             | Hipódromo de los Andes            |                               |
| 5 de octubre de 2017     | Guayaquil               | Ecuador              | Estadio Alberto Spencer           | Festival                      |
| 7 de octubre de 2017     | Quito                   | Ecuador              | Coliseo General Rumiñahui         | Festival                      |
| 8 de octubre de 2017     | Miami                   | Estados Unidos       | TBA                               |                               |
| 13 de octubre de 2017    | Santa Rosa (California) | Estados Unidos       | TBA                               |                               |
| 26 de octubre de 2017    | Los Ángeles             | Estados Unidos       | TBA                               |                               |
| 28 de octubre de 2017    | San José                | Costa Rica           | Centro de Eventos Pegregal        | Festival                      |
| 10 de noviembre de 2017  | Nueva York              | Estados Unidos       | TBA                               |                               |
| 12 de noviembre de 2017  | Dallas                  | Estados Unidos       | TBA                               |                               |
| 16 de noviembre de 2017  | Las Vegas               | Estados Unidos       | TBA                               |                               |
| 18 de noviembre de 2017  | Los Ángeles             | Estados Unidos       | TBA                               |                               |
| 30 de noviembre de 2017  | Hartford                | Estados Unidos       | TBA                               |                               |
| 6 de diciembre de 2017   | Santa Cruz              | Bolivia              | Fexpo Arena Feria Exposición      | Festival                      |
| 7 de diciembre de 2017   | Santa Cruz              | Bolivia              | Teatro al Aire Libre              | Festival                      |
| 13 de abril de 2018      | Santiago                | Chile                | Movistar Arena                    | Festival                      |
| 21 de abril de 2018      | Medellín                | Colombia             | JumboConcierto                    | Festival                      |
| 22 de abril de 2018      | Bogotá                  | Colombia             | JumboConcierto                    | Festival                      |
| 28 de abril de 2018      | San Bernardino          | Estados Unidos       | National Orange Show Event Center | Festival                      |

## Lista de canciones
- Todos los temas fueron compuestos por Llandel Veguilla Malavé, excepto en donde se especifique.

| N.º | Título                             | Escritor(es) | Productor(es)          | Duración |  |
| 1.  | «Como antes» (con Wisin)           | Juan Luis Morera Luna · Marcos Masis · Víctor Viera Moore                                                            | Tainy · Jumbo          | 3:30     |  |
| 2.  | «No pare»                          | M. Masis · Jeannelyz Marcano Carrasquillo                                                                            | Tainy                  | 3:45     |  |
| 3.  | «Llégale» (con Zion & Lennox)      | Gabriel Pizarro · Félix Ortiz Torres · V. Viera Moore · J. Marcano Carrasquillo                                      | Jumbo                  | 3:33     |  |
| 4.  | «Mi religión»                      | Egbert Rosa Cintrón · Jesús Nieves Cortés                                                                            | Haze                   | 3:57     |  |
| 5.  | «Sólo mía» (con Maluma)            | Juan Luis Londoño · Kevin Mauricio Jiménez Londoño · J. Marcano Carrasquillo · Bryan Snaider Lezcano Chaverra        | Rude Boyz              | 3:23     |  |
| 6.  | «Muy personal» (con J Balvin)      | José Álvaro Osorio Balvin · Carlos Alejandro Patiño · J. Marcano Carrasquillo · Alejandro Ramírez                    | Sky                    | 3:29     |  |
| 7.  | «Bésame»                           | A. Ramírez · René David Cano · Edwin Adrián Montes                                                                   | Sky                    | 3:31     |  |
| 8.  | «Si se da» (con Plan B)            | Edwin F. Vázquez · Orlando J. Valle · E. Rosa Cintrón · J. Nieves Cortés                                             | Haze                   | 3:55     |  |
| 9.  | «No quiero amores» (con Ozuna)     | Juan Carlos Ozuna Rosado · Vicente Saavedra · M. Masis · José A. Aponte · Siggy Vázquez · Jean C. Hernández Espinell | Tainy                  | 3:23     |  |
| 10. | «Aprovéchame»                      | M. Masis · Jesús Nieves Cortés                                                                                       | Tainy                  | 3:24     |  |
| 11. | «Dónde estás» (con Luis Fonsi)     | Luis A. Rodríguez · Christian E. Ramos · Roberto A. Vázquez · M. Masis · Ismael Guerra                               | Tainy · Earcandy       | 3:25     |  |
| 12. | «Todo lo que quiero» (con Becky G) | Rebbeca Marie Gómez · E. Rosa Cintrón · J. Nieves Cortés                                                             | Haze                   | 3:53     |  |
| 13. | «Cuando se da»                     | E. Rosa Cintrón · J. Nieves Cortés                                                                                   | Haze                   | 4:04     |  |
| 14. | «Explícale» (con Bad Bunny)        | Benito Martínez Ocasio · Juan M. Frias · Pablo Fuentes Colón · Luian Malavé Nieves · Edgar Semper · Xavier Semper    | DJ Luian · Mambo Kingz | 3:43     |  |

## Videoclips
| Título de la canción | Fecha de lanzamiento    | Intérprete(s)            | Productor(es)                       | Director                | Locación                  |
| -------------------- | ----------------------- | ------------------------ | ----------------------------------- | ----------------------- | ------------------------- |
| "Mi Religión"        | 26 de mayo de 2017      | Yandel                   | Haze                                | Carlos Pérez            | California Estados Unidos |
| "Explícale"          | 11 de agosto de 2017    | Yandel (feat. Bad Bunny) | DJ Luian · Mambo Kingz              | Fernando Lugo           | Miami Estados Unidos      |
| "Como Antes"         | 2 de septiembre de 2017 | Yandel (feat. Wisin)     | Tainy · Jumbo · Hyde · Mr. Earcandy | Jessy Terrero           | Miami Estados Unidos      |
| "Muy Personal"       | 26 de octubre de 2017   | Yandel (feat. J Balvin)  | Sky · Bullnene                      | 36 Grados               | Medellín Colombia         |
| "Sólo Mía"           | 8 de febrero de 2018    | Yandel (feat. Maluma)    | Rude Boyz                           | Mike Ho (Cinema Giants) | Ciudad de México México   |
| "Aprovéchame"        | 20 de abril de 2018     | Yandel                   | Tainy                               | Fernando Lugo           | Ciudad de México México   |
| "No Pare"            | 26 de abril de 2018     | Yandel                   | Tainy                               | Fernando Lugo           | Ciudad de México México   |

## Personal
- Ángel Almodovar – A&R
- Alejandro Reglero – A&R
- J Balvin – coros principales (track 6)
- Becky G – coros principales (track 12)
- Bad Bunny – coros principales, compositor (track 14)
- Willy Colón – guitarra acústica (track 4)
- Miguel Correa – ingeniero asistente (tracks 4, 5, 9, 14)
- Edwin Díaz – ingeniero asistente (tracks 4, 5, 9, 14)
- José Antonio Aponte – compositor (track 9)
- Juan Frias – compositor (track 14)
- Luis Fonsi – coros principales (track 11)
- Pablo Fuentes – compositor (track 14)
- Mike Fuller – masterización
- Hyde – Ingeniero de grabación.
- Haze – productor (tracks 4, 12), compositor (track 4)
- Mambo Kingz – productor, compositor (track 14)
- DJ Luian – productor, compositor (track 14)
- Maluma – coros principales (track 5)
- Andre Mendonza – ingeniero asistente (tracks 4, 5, 9, 14)
- Jesús Nieves – compositor (track 4)
- Ozuna – coros principales, compositor (track 9)
- Plan B – coros principales (track 8)
- Vicente Saavedra – compositor (track 9)
- Roberto «Earcandy» Vazquez – Ingeniero de grabación, mezcla (tracks 4, 5, 9, 14)
- Tainy – productor (tracks 9–11), compositor (track 9)
- Siggy Vázquez – compositor (track 9)
- Wisin – coros principales (track 1)
- Yandel – coros principales, compositor, productor ejecutivo
- Zion & Lennox – coros principales (track 3)
- Sky – productor (track 06)
- Mosty – productor (track 06)
- Bull Nene – compositor (track 06)

## Posicionamiento en listas
| Listas (2017)                        | Mejor posición |
| ------------------------------------ | -------------- |
| Estados Unidos (Billboard 200)       | 108            |
| Estados Unidos (Latin Rhythm Albums) | 2              |
| Estados Unidos (Top Latin Albums)    | 2              |
| Estados Unidos (Top Album Sales)     | 62             |
| Estados Unidos (Top Current Albums)  | 58             |

| Listas (2017)                     | Posición |
| --------------------------------- | -------- |
| Estados Unidos (Latin Rhythm)     | 12       |
| Estados Unidos (Top Latin Albums) | 35       |

| Listas (2018)                     | Posición |
| --------------------------------- | -------- |
| Estados Unidos (Latin Rhythm)     | 10       |
| Estados Unidos (Top Latin Albums) | 16       |

| Listas (2019)                     | Posición |
| --------------------------------- | -------- |
| Estados Unidos (Top Latin Albums) | 67       |

## Certificaciones
| País (Certificador) | Certificación      | Ventas certificadas |
| --- | ------------------ | ------------------- |
| Estados Unidos (RIAA) | 3x Platino (Latin) | 180 000*            |
| ^cifras de envíos basadas únicamente en la certificación xcifras no especificadas basadas únicamente en la certificación |                    |                     |